# Pål Anders Ullevålseter
Pål Anders Ullevålseter (* 7. Dezember 1968 in Oslo) ist ein norwegischer Endurorennfahrer.

## Motorsportlaufbahn
Er stieg 1987 in den Motocrosssport ein und nahm 1992 an seiner ersten Enduro teil. 1998 und 2000 wurde er Enduro-Europameister.
Ullevålseter bestritt 2000 mit der UAE Desert Challenge seine erste Marathonrallye und startete 2002 erstmals bei der Rallye Dakar. Bei seiner ersten Teilnahme wurde er Neunter und war damit der beste Amateur im Teilnehmerfeld. Er war damit der erste norwegische Endurorennfahrer, der die Rallye Dakar vollständig absolvierte. Ein Jahr später wurde er Siebter. Er wurde außerdem im selben Jahr Fünfter bei der Rallye Tunesien und bei der UAE Desert Challenge. Dort konnte er seinen ersten Etappensieg erzielen. Seine erfolgreichste Saison war 2004, als er Fünfter bei der Rallye Dakar wurde und die Pharaonen-Rallye gewinnen konnte. So wurde er Marathonrallye-Weltmeister. Zudem holte er den Gesamtsieg bei der FIM Cross-Country Rallies World Championship.
Im folgenden Jahr lief es für Ullevålseter weniger gut. Er stürzte bei der Rallye Dakar 2005 auf der zehnten Etappe schwer und musste die Rallye aufgeben. Durch den Sturz war er lange Zeit verletzt und er stand erst zehn Monate später wieder am Start einer Rallye.
Im Jahr 2006 bestritt Ullevålseter wieder viele Marathonrallyes. Er wurde Sechster bei der Rallye Dakar, Zweiter bei der Pharaonen-Rallye und Dritter bei der Rallye Tunesien. Im Weltcup belegte er am Ende der Saison den dritten Platz. 2007 beendete er die Rallye Dakar auf dem vierten Platz und erzielte damit sein bisher bestes Ergebnis bei der Rallye. Bei der Mitteleuropa-Rallye, der Ersatzveranstaltung der Rallye Dakar, die 2008 aufgrund von Terrorismusgefahr abgesagt werden musste, wurde er Siebter. Bei der Rallye Dakar 2009 wurde er Sechster. Seine erste Teilnahme am Africa Eco Race beendete er 2015 als Gewinner in der Motorradwertung. Auch bei der achten Auflage des Africa Eco Races, die Ende Dezember 2015/Anfang Januar 2016 ausgetragen wurde, war der Norweger siegreich: Er gewann die Gesamtwertung in der Motorradklasse mit mehr als sechs Stunden Vorsprung vor dem Briten Andrew Newland und feierte neun Etappensiege.
Bei der Austragung des Africa Eco Races 2017 wurde der Norweger hinter dem Südafrikaner Gev Sella Zweiter der Motorrad-Gesamtwertung.
Ullevålseter ist für seinen konstanten Fahrstil bekannt, wodurch er es schafft, regelmäßig vordere Platzierungen zu erreichen.

## Persönliches
Im Mai 2015 gaben Ullevålseter und die ehemalige Kickboxweltmeisterin Mette Solli ihre Verlobung bekannt. Das Paar hat eine gemeinsame Tochter. Ullevålseter hat zudem einen Sohn aus einer früheren Beziehung.
Ullevålseter hat an den vom norwegischen Sender TV 2 ausgestrahlten Fernsehsendungen „Isdans“ (Pendant zu „Dancing On Ice“), „Skal vi danse“ (Pendant zu „Let’s Dance“) und „Farmen kjendis“ teilgenommen. Bei „Isdans“ wurde er im Mai 2007 mit Anna Pouchkova zum Siegerpaar gekürt. 2018 gewann Ullevålseter die Fernsehsendung „Farmen kjendis“.